# ويزرد
ويزرد أو «الساحر» (بالإنجليزية: Wizard)‏ هي أغنية دي جي هولندي ومنتج التسجيلات مارتن غاركس وجاي هاردواي. تم إصدارها كتنزيل رقمي في 2 ديسمبر 2013 على أيتيونز. وصلت الأغنية إلى المرتبة 6 في بلجيكا ورقم 7 في المملكة المتحدة ورقم 17 في هولندا، قام بتأليف وإنتاج الأغنية مارتن غاركس وهيبلوم (جاي هاردواي).